# Tragédie de l'Estadio Nacional
La Tragédie de l'Estadio Nacional est survenue le 24 mai 1964 au Stade Nacional de Lima au Pérou. Elle constitue la plus grande tragédie de l'histoire du football. Elle se produit lorsqu'un match entre les sélections amateurs du Pérou et de l'Argentine, qualificatif pour le tournoi olympique de Tokyo, dégénère en émeute en fin de rencontre, provoquant la mort de 328 personnes et faisant plus de 500 blessés.

## Contexte
Près de 47 000 spectateurs (60 000 selon des sources non officielles) s’attroupent au cours de la rencontre Pérou – Argentine, match comptant pour les qualifications olympiques destinées à désigner les représentants de l’Amérique du Sud aux JO de 1964 à Tokyo. L'Argentine est déjà en voie de qualification après ses quatre victoires. Pour le Pérou, la qualification dépend grandement des deux matchs qu’il lui reste à jouer face au Chili et au Brésil.

## Déroulement des faits
Alors qu'un match nul suffit aux Péruviens, ce sont les Argentins qui dominent la rencontre, menant 1-0 à quelques minutes du terme. Les 47 000 spectateurs de l'Estadio Nacional explosent de joie quand juste avant le coup de sifflet final, à la suite d’un cafouillage, le ballon arrive dans les pieds de l’ailier gauche péruvien Víctor Lobatón qui égalise pour les siens. Pourtant, l'arbitre uruguayen Ángel Eduardo Pazos annule le but d'égalisation péruvien pour une faute inexistante, provoquant la colère des supporters péruviens.
Un attroupement se forme autour de l'arbitre. Pendant ce temps, deux spectateurs péruviens parviennent à entrer sur la pelouse, une bouteille en verre brisée à la main. Parmi eux, Víctor Melasio Campos, un voleur et proxénète, connu dans le monde du crime comme El Negro Bomba (« la bombe noire »), pénètre sur la pelouse pour aller frapper l’arbitre. Une fois arrêté, il est battu par les forces de l’ordre. Les deux spectateurs, inertes, sont traînés sans ménagement vers les vestiaires sous le regard de la foule, ce qui déclenche la colère du stade. Certains supporters envahissent le terrain pour se confronter aux policiers. Les joueurs sont alors raccompagnés aux vestiaires et les forces de l’ordre reçoivent l’ordre de calmer la foule. Face aux débordements, ils font usage de gaz lacrymogène et tirent en l'air. La plupart des spectateurs tentent de fuir vers la sortie mais la foule, paniquée, est bloquée à la sortie du stade par des portes fermées, ce qui crée une bousculade meurtrière. La plupart des victimes ont péri asphyxiées, des femmes ont été projetées des travées vers le sol en ciment, ou asphyxiées par les nappes de gaz lacrymogène devant les portes qui finiront par céder sous la pression humaine, mais beaucoup trop tard.
Les émeutes se poursuivent hors du stade et l’appel au lynchage des forces de l’ordre se poursuit. Certains supporters se retournent contre les forces de l’ordre et des témoignages parleront ensuite de passage à tabac et meurtres de policiers en civils. De nombreux supporters se déchaînent : incendies, jets de bouteilles, les briques de soutènement du grillage démantelé sont utilisées comme pavés. Pendant toute la nuit, des bandes de casseurs traversent le centre-ville, brisant les vitrines des magasins et incendiant quelques voitures. Deux policiers sont attrapés, battus puis pendus par la foule et plusieurs centaines d’étudiants reviennent au stade pour saccager les installations. Dans la confusion, plusieurs dizaines de détenus s’évadent de la prison du palais de justice. 
On redoute même un possible coup d'État. Déconcerté, le gouvernement décrète l’état de siège pour une durée de trente jours afin d’enquêter et d’éviter de nouveaux débordements, et envoie l’armée. Un couvre-feu est instauré.
318 morts sont dénombrés à la suite de ce mouvement de panique et des émeutes qui ont lieu dans la ville après le match. D'autres sources évoquent le nombre de 328 morts et de 4 000 blessés. Le rapport de l'hôpital Dos de Mayo de Lima a indiqué que 90 % des victimes sont mortes d'asphyxie et le reste de différents types de traumatismes.
L’arbitre, Ángel Eduardo Pazos, dira plus tard : « Si j’avais su que 300 personnes allaient mourir, j’aurais validé ce but et arrêté immédiatement l’arbitrage ».

## Conséquences
Le tournoi préolympique est suspendu. À égalité de points, Péruviens et Brésiliens disputent un match de barrage quinze jours plus tard à Rio de Janeiro où le Brésil se qualifie pour les Jeux olympiques, laissant l'équipe péruvienne en deuil.
Plus de sept ans après ces violentes émeutes, les autorités finiront par reconnaître le rôle de la police et des décisions de son commandant Jorge Azambuja dans le déclenchement de ces violents débordements. Même si la tragédie du 24 mai 1964 ne peut être considérée comme annonciatrice des événements à venir, de nouveaux soulèvements populaires éclateront dans l'ensemble du Pérou, également réprimés avec violence face à une démocratie instable. Quatre ans plus tard, Juan Velasco Alvarado réussit son coup d’État et le Pérou connaît de nouveau la dictature.
Cette tragédie est notamment racontée par le romancier Mario Vargas Llosa dans Tante Julia et le scribouillard.